# 만두국
만두국(표준어: 만둣국)은 한국의 국으로서, 간 고기와 기타 부재료를 채워 넣은 만두를 쇠고기 육수로 끓인 음식이다. 한국 궁중 요리에서는 만두국을 '병시(餠匙)'라 하였으며, 17세기에 쓰인 음식디미방(飮食知味方)에는 '석류탕'이라는 이름으로 기록되어 있다. 주로 밀이 많은 북부지방에서 설날에 먹는다. 떡을 추가하는 것도 일상화되어 있으며, 이 경우 떡만두국으로 부른다.한편, 포르투갈어 사용국가인 브라질과 포르투갈, 모잠비크와 앙골라 등지에서는 떡만두국이 욕설처럼 들리는 경우도 있다고 하는데 이는 '또마노꾸'라는 아주 불쾌하고 심한 욕설이다. 포르투갈어로 '또마노꾸'라는 뜻은 '내 후장이나 빨아라'라는 뜻이다.

## 같이 보기
- 떡국
- 칼국수